# Lorenza Mondada
Lorenza Mondada (Locarno, 1963) é uma linguista suíça.

## Carreira
Depois de estudar em Freiburg de 1982 a 1986, ela trabalhou como assistente nas Universidades de Lausanne, Freiburg e Neuchâtel e esteve envolvida em vários projetos de pesquisa voltados à relação entre linguagem e cognição. Entre 1996 e 2001 permaneceu como pesquisadora visitante na Universidade da Califórnia em Berkeley e na Bielefeld e como professora visitante na Universidade Estadual de Campinas e na Universidade de Toulouse.
Em setembro de 2001 foi nomeada professora titular de linguística na Université Lumière Lyon 2. Em 2001, ela recebeu o Prêmio Nacional Latsis da Schweizerischer Nationalfonds. De outubro de 2009 a setembro de 2010, ela foi bolsista externa sênior no Freiburg Institute for Advanced Studies (FRIAS) na Albert-Ludwigs-Universität Freiburg.